# Acanthophyllum yasamin-nassehiae
Acanthophyllum yasamin-nassehiae är en nejlikväxtart som beskrevs av Joharchi och Pirani. Acanthophyllum yasamin-nassehiae ingår i släktet Acanthophyllum och familjen nejlikväxter. Inga underarter finns listade i Catalogue of Life.